# Charmīleh
Charmīleh (persiska: چرميله) är en ort i Iran.   Den ligger i provinsen Kurdistan, i den nordvästra delen av landet, 400 km väster om huvudstaden Teheran. Charmīleh ligger 1 859 meter över havet och antalet invånare är 422.
Terrängen runt Charmīleh är kuperad åt nordväst, men åt sydost är den platt. Runt Charmīleh är det ganska tätbefolkat, med 58 invånare per kvadratkilometer. Närmaste större samhälle är Mīrakī, 15,8 km söder om Charmīleh. Trakten runt Charmīleh består i huvudsak av gräsmarker.